# 格闘探偵団バトラーツ
格闘探偵団バトラーツ（かくとうたんていだんバトラーツ）は、かつて存在した日本のプロレス団体。格闘探偵団バトラーツの解散後に設立された格闘探偵団についても記述している。

## 歴史
1995年11月19日、プロフェッショナルレスリング藤原組でスポンサーから所属選手の大幅なリストラを提示されて反発した藤原喜明を除く所属選手全員が退団。12月、石川雄規を中心に設立。団体名はプロモーターの荒井英夫が命名。ロゴマークのデザインは江川晴康。元所属選手全員はあくまでスポンサーに対して反発したのみで藤原との確執は無い。
1996年4月6日、JCTVスタジオで旗揚げ記念前祝いスペシャルイベント「GAORAプレゼンツ JCTVスタジオマッチ」を開催。試合開始前に藤原が登場して「わが息子達を宜しくお願いします」と挨拶が行われた。4月13日、川東タウンセンターマロニエで旗揚げ戦を開催。
旗揚げ当初はスター選手が不在と言われながらも、その後は所属選手の個性が最大限に発揮される姿勢が支持を得てアレクサンダー大塚がPRIDEで活躍したこともあって知名度が高まる。
1998年11月23日、両国国技館大会を開催。
2001年9月、プロレスリングZERO-ONEで開催される「火祭り」に協賛して所属選手の出場、リーグ戦の一部興行をバトラーツで実施することを発表したが、石川が尊敬しているアントニオ猪木の助言でキャンセルすることを発表。PRIDEと関係していた猪木とPRIDE参戦選手と無断で交渉を行ったZERO-ONEの代表である橋本真也の対立が背景にあるとされている。バトラーツ公式サイトで発表時は「ビッグマッチに向けて猪木軍入りして異種格闘技戦の開催を計画している。猪木と橋本の間にトラブルであり両者間の和解が無い場合どちらかを選択する必要があり今回は猪木軍を選んだ」と理由を述べた。しかし、猪木からの利益を最優先するため発表済みカードを消滅させた点などからファンの批判、所属選手の離反を招くことになる。また、「バトラーツのリングは火祭りのリーグ戦開催以前から火祭りだったと自負している」と無意味な開き直りもバトラーツ公式サイトに記載したために批判はより強まった。猪木は「迷惑な話だ」と自身は関わっていない姿勢を見せた。三沢光晴は「筋が通ってない」、「自分の尻も拭けないのか」などとバトラーツの姿勢を批判している。10月26日、活動停止することを発表。
2002年6月9日、後楽園ホール大会を開催して活動再開。
2008年、バトラーツの女子部「女王バチ」を発足。
2010年8月3日、唯一の所属女子選手である及川千尋が引退。以降は目立った活動を行っておらず事実上消滅状態となる。12月26日、主戦場にしていた桂スタジオの閉鎖により来年春に解散することを表明。12月28日、バトラーツ公式サイトで解散することを発表。
2011年11月5日、新宿FACE大会を最後に解散。

## Bルール
- フリーダウン制、場外戦なし、3カウントフォールなし。
- 決着はKO、ギブアップ、タップアウト、レフェリーストップ。

## タイトル
- P☆MIXタッグ王座

## 最終所属選手
- 石川雄規
- 竜司ウォルター
- 澤宗紀
- 山本裕次郎
- 竹嶋健史（現：タケシマケンヂ）

## 歴代所属選手
- 船木勝一（現：FUNAKI）
- 池田大輔
- 土方隆司
- 田中稔
- 日高郁人
- 小野武志
- モハメド・ヨネ
- アレクサンダー大塚
- junji.com（旧：マッハ純二、現：田中純二）
- アーバン・ケン（現：ケニー中村）
- 岡本魂（旧：岡本衛）
- 大場貴弘（旧：アングロサクソン大場）
- 臼田勝美
- 原学
- 吉川祐太
- 及川千尋
- 矢野啓太

## 歴代スタッフ
- 島田裕二（レフェリー）
- 野口大輔（レフェリー）
- 井口摂（現：井口攝）（レフェリー）
- 宮内美穂（初代リングガール）
- 秋野涼子（2代目リングガール）

## エピソード
1996年、迷いネコが事務所に住み着いて「ガッチリ」と命名してバトラーツが飼っていたが、1999年に事務所を移転した際に失踪。なお、ガッチリのグッズを販売したら知名度が低かった所属選手のグッズよりもガッチリのTシャツが売れていたという。

## 格闘探偵団

### 歴史
2023年6月26日、阿部史典と野村卓矢が記者会見を行って自主興行の開催を発表。きっかけは澤宗紀の弟子でバトラーツに魅せられてプロレスラーを志した創業者の阿部が「最新型のB」を創り上げるという理想を胸に立ち上がり、阿部に出会ってバトラーツに魅せられた野村の協力、石川雄規、日高郁人らのバックアップを受けて自主興行の開催が決まった。ロゴマークのデザインは江川晴康。10月12日、新宿FACEで旗揚げ戦「ぼくらは格闘探偵団」を開催。
2024年10月23日、新宿FACEで「格闘探偵団2〜新宿より愛をこめて〜」を開催。
2025年1月1日、野村が入団。

### 所属選手
- 阿部史典
- 野村卓矢